# Anne Persin
Anne Persin – amerykańska kobieta rabin.
Urodziła się w Evanston w stanie Illinois. Uczęszczała do Solomon Schechter Day School w Skokie, po czym podjęła studia na Uniwersytecie Hebrajskim w Jerozolimie, a następnie na Uniwersytet Kolorado w Boulder. Oba ukończyła bez dyplomu.
31 maja 2003 roku ukończyła Hebrew Union College-Jewish Institute of Religion i została ordynowana na rabina przez prezydenta Światowej Unii dla Judaizmu Postępowego, rabina Uri Regeva. Jest drugą kobietą rabin w północnej Nevadzie. We wrześniu 2002 roku, jeszcze podczas studiów przyjechała do Polski, na zaproszenie Beit Warszawa. Wówczas poprowadziła liturgię świąt Rosz ha-Szana i Jom Kipur oraz przez kolejne trzy tygodnie prowadziła warsztaty edukacyjne oraz wykłady. Anne Persin przywiozła zwój Tory, który był prezentem od społeczności żydowskiej z Missisipi. Dzięki temu zwojowi były możliwe pierwsze regularne nabożeństwa szabatowe reformowanej społeczności żydowskiej z Warszawy. Jako studentka służyła także społecznościom żydowskim w Billings w stanie Montanie, Clarksdale w stanie Missisipi oraz w Littleton w stanie Kolorado.
Była rabinem od 2007 do 2011 r. w North Tahoe Hebrew Congregation w Tahoe Vista w Kalifornii.